# Don Burgess
Don Michael Burgess (nacido el 28 de mayo de 1956) es un director de fotografía estadounidense nominado al Premio Óscar y al Premio BAFTA a la Mejor Fotografía por Forrest Gump (1994), dirigida por su frecuente colaborador Robert Zemeckis.

## Primeros años
Burgess proviene de una familia de constructores y en su juventud inicialmente quería ser arquitecto. Su introducción a la fotografía se produjo cuando su padre construyó un cuarto oscuro para su hermana, ya que ella estaba en una clase de fotografía de la escuela secundaria en ese momento. Cuando estaba en la secundaria hizo películas de esquí y películas de motos.

## Obras
Burgess fue director de fotografía de películas como Náufrago (2000), Spider-Man (2002), The Polar Express (2004), Enchanted (2007), Source Code (2011), Los Muppets (2011), The Conjuring 2 (2016) y Aquaman (2018). Estudió en el Art Center College of Design de Los Ángeles.
El 3 de marzo de 2024, Burgess recibirá el Lifetime Achievement Award de la American Society of Cinematographers.

## Filmografía

### Películas
| Año  | Título                                    | Director            | Notas                 |
| ---- | ----------------------------------------- | ------------------- | --------------------- |
| 1980 | Ruckus                                    | Max Kleven          | Con Michael A. Jones  |
| 1985 | Fury to Freedom                           | Erik Jacobson       |                       |
| 1986 | The Night Stalker                         | Max Kleven          |                       |
| 1987 | Summer Camp Nightmare                     | Bert L. Dragin      |                       |
| 1987 | Death Before Dishonor                     | Terry Leonard       |                       |
| 1988 | World Gone Wild                           | Lee H. Katzin       |                       |
| 1989 | Under the Boardwalk                       | Fritz Kiersch       |                       |
| 1989 | Furia ciega                               | Phillip Noyce       |                       |
| 1992 | Mo' Money                                 | Peter MacDonald     |                       |
| 1993 | Josh and S. A. M.                         | Billy Weber         |                       |
| 1994 | Forrest Gump                              | Robert Zemeckis     |                       |
| 1994 | Richie Rich                               | Donald Petrie       |                       |
| 1995 | Forget Paris                              | Billy Crystal       |                       |
| 1996 | The Evening Star                          | Robert Harling      |                       |
| 1997 | Contact                                   | Robert Zemeckis     |                       |
| 2000 | What Lies Beneath                         | Robert Zemeckis     |                       |
| 2000 | Josh and S. A. M.                         | Robert Zemeckis     |                       |
| 2002 | Spider-Man                                | Sam Raimi           |                       |
| 2003 | Terminator 3: la rebelión de las máquinas | Jonathan Mostow     |                       |
| 2003 | Me llaman Radio                           | Michael Tollin      |                       |
| 2004 | 13 Going on 30                            | Gary Winick         |                       |
| 2004 | The Polar Express                         | Robert Zemeckis     | Con Robert Presley    |
| 2004 | Una Navidad de locos                      | Joe Roth            |                       |
| 2006 | Eight Below                               | Frank Marshall      |                       |
| 2006 | Mi súper ex novia                         | Ivan Reitman        |                       |
| 2006 | Alesh al-baher                            | Hakim Belabbes      | Con Guillaume Georget |
| 2007 | Enchanted                                 | Kevin Lima          |                       |
| 2008 | Fool's Gold                               | Andy Tennant        |                       |
| 2009 | Pequeños invasores                        | John Schultz        |                       |
| 2010 | The Book of Eli                           | Hughes brothers     |                       |
| 2011 | Source Code                               | Duncan Jones        |                       |
| 2011 | Priest                                    | Scott Stewart       |                       |
| 2011 | Los Muppets                               | James Bobin         |                       |
| 2012 | El vuelo                                  | Robert Zemeckis     |                       |
| 2013 | 42                                        | Brian Helgeland     |                       |
| 2014 | Muppets Most Wanted                       | James Bobin         |                       |
| 2016 | The Conjuring 2                           | James Wan           |                       |
| 2016 | Aliados                                   | Robert Zemeckis     |                       |
| 2016 | Monster Trucks                            | Chris Wedge         |                       |
| 2017 | Same Kind of Different as Me              | Michael Carney      |                       |
| 2017 | Wonder                                    | Stephen Chbosky     |                       |
| 2018 | The Christmas Chronicles                  | Clay Kaytis         |                       |
| 2018 | Aquaman                                   | James Wan           |                       |
| 2019 | Sextillizos                               | Michael Tiddes      |                       |
| 2020 | Las brujas                                | Robert Zemeckis     |                       |
| 2020 | The Christmas Chronicles 2                | Chris Columbus      |                       |
| 2022 | Pinocho                                   | Robert Zemeckis     |                       |
| 2023 | Aquaman y el Reino Perdido                | James Wan           |                       |
| 2024 | Un asunto familiar                        | Richard LaGravenese |                       |
| 2024 | Here                                      | Robert Zemeckis     |                       |

Videojuegos
| Año  | Título     | Director    | Notas           |
| ---- | ---------- | ----------- | --------------- |
| 1992 | Night Trap | James Riley | Filmado en 1987 |

### Televisión
Peliculas de televisión
| Año  | Título                               | Director        | Notas             |
| ---- | ------------------------------------ | --------------- | ----------------- |
| 1979 | Superstunt II                        | Max Kleven      | Documental        |
| 1988 | Too Young the Hero                   | Buzz Kulik      |                   |
| 1989 | Breaking Point                       | Peter Markle    |                   |
| 1990 | The Court-Martial of Jackie Robinson | Larry Peerce    |                   |
| 1992 | Two-Fisted Tales                     | Robert Zemeckis | Segmento "Yellow" |

Series
| Año  | Título                       | Director                      | Notas                                        |
| ---- | ---------------------------- | ----------------------------- | -------------------------------------------- |
| 1982 | National Geographic Specials | Aram Boyajian y Nicolas Noxon | Episodio: "The Sharks"                       |
| 1988 | ABC Afterschool Special      | Gabrielle Beaumont            | Episodio: "Tattle: When to Tell on a Friend" |
| 1988 | Alien Destroyer              | Larry Shaw                    | Episodio: "In His Own Image"                 |
| 1991 | Tales from the Crypt         | Robert Zemeckis               | Episodio: "Yellow"                           |
| 1993 | Space Rangers                | Mikael Salomon                | Episodio: "Fort Hope"                        |

### Otros créditos
Director de fotografía segunda unidad
| Año  | Título                      | Director            | Notas           |
| ---- | --------------------------- | ------------------- | --------------- |
| 1981 | Happy Birthday to Me        | J. Lee Thompson     | Miklos Lente    |
| 1984 | Hot Dog…The Movie           | Peter Markle        | Paul Ryan       |
| 1985 | Runaway Train               | Andrei Konchalovsky | Alan Hume       |
| 1986 | Quiet Cool                  | Clay Borris         | Jacques Haitkin |
| 1987 | Cherry 2000                 | Steve De Jarnatt    | Jacques Haitkin |
| 1988 | Moving                      | Alan Metter         | Donald McAlpine |
| 1988 | Lucky Stiff                 | Anthony Perkins     | Jacques Haitkin |
| 1989 | Back to the Future Part II  | Robert Zemeckis     | Dean Cundey     |
| 1990 | Back to the Future Part III | Robert Zemeckis     | Dean Cundey     |
| 1990 | The Rookie                  | Clint Eastwood      | Jack N. Green   |
| 1991 | Nothing but Trouble         | Dan Aykroyd         | Dean Cundey     |
| 1991 | Backdraft                   | Ron Howard          | Mikael Salomon  |
| 1992 | Batman Returns              | Tim Burton          | Stefan Czapsky  |
| 1992 | Death Becomes Her           | Robert Zemeckis     | Dean Cundey     |
| 1992 | Noises Off!                 | Peter Bogdanovich   | Tim Suhrstedt   |

Fotografía adicional
| Año  | Título              | Director        | Director de fotografía |
| ---- | ------------------- | --------------- | ---------------------- |
| 1992 | Traces of Red       | Andy Wolk       | Tim Suhrstedt          |
| 1996 | Executive Decision  | Stuart Baird    | Alex Thomson           |
| 1998 | Deep Impact         | Mimi Leder      | Dietrich Lohmann       |
| 2002 | The Bourne Identity | Doug Liman      | Oliver Wood            |
| 2014 | Divergente          | Neil Burger     | Alwin H. Küchler       |
| 2015 | Ted 2               | Seth MacFarlane | Michael Barrett        |